# Pseudonympha cyclops
Pseudonympha cyclops, cyclops brown, là một loài bướm trong họ Nymphalidae.Nó được tìm thấy ở Zimbabwe và Mozambique. Môi trường sống của chúng chủ yếu là các